# Teorema della curva di Jordan

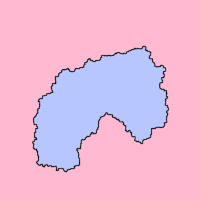
Una curva piana semplice chiusa (in nero) divide il piano in due regioni: una "interna" (blu) ed una "esterna" (rosa). Questo risultato è il teorema della curva di Jordan.

In topologia, il teorema della curva di Jordan (dal nome del matematico francese Camille Jordan che ad esso contribuì) afferma che ogni curva chiusa del piano che non sia intrecciata divide il piano in due parti una "interna" e una "esterna". Una curva con queste proprietà è detta curva di Jordan.

## Il teorema
Una curva di Jordan è una curva piana semplice chiusa. Cioè una funzione continua {\displaystyle f} dall'intervallo {\displaystyle [0,1]} a valori nel piano cartesiano {\displaystyle \mathbb {R} ^{2}} tale che:
- la curva sia chiusa, ovvero con estremi coincidenti, in formule: {\displaystyle f(0)=f(1)};
- la curva sia semplice, ovvero non si interseca mai, in formule: {\displaystyle f(x)\neq f(y)} per tutti i {\displaystyle x\neq y} eccetto gli estremi.

L'enunciato del teorema della curva di Jordan è il seguente:
Sia {\displaystyle C} una curva semplice chiusa nel piano. Il complementare nel piano dell'immagine di {\displaystyle C}
{\displaystyle \mathbb {R} ^{2}\setminus C}
ha due componenti connesse. Una di queste componenti è limitata (la parte interna) e l'altra è illimitata (la parte esterna). Inoltre {\displaystyle C} è la frontiera di entrambe le componenti.

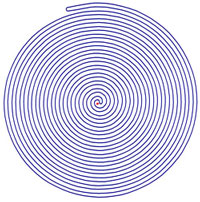
Il teorema è valido per qualsiasi curva chiusa, ad esempio questa. Non è però sempre facile intuire se un punto dato sta nella regione interna o esterna.

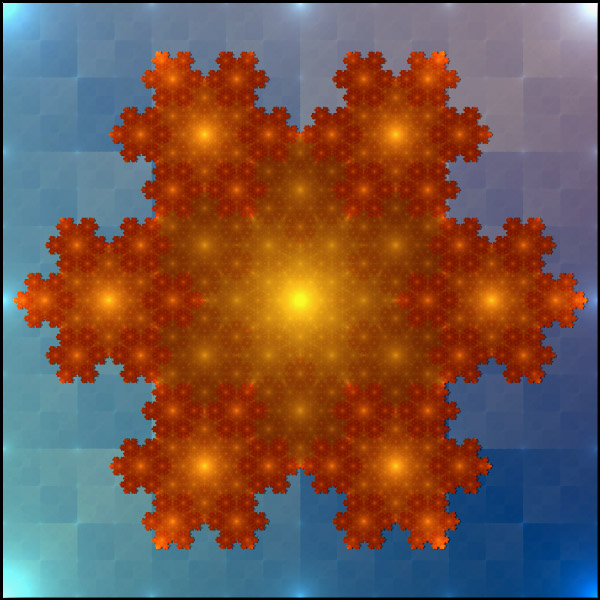
Una curva semplice chiusa può essere molto complicata. Ad esempio, il bordo di un frattale come il fiocco di Koch è una curva semplice chiusa: questa è continua ma non derivabile in ogni punto.

### Un enunciato non banale
L'enunciato del teorema della curva di Jordan sembra ovvio, ma la sua dimostrazione non lo è per nulla. Il primo matematico che tentò di fornire una dimostrazione del teorema fu Bernard Bolzano, dopo di lui moltissimi altri matematici tentarono di darne una dimostrazione, incluso lo stesso Camille Jordan, ma nessuno riuscì a dare una dimostrazione soddisfacente; solo nel 1905 il matematico Oswald Veblen riuscì nell'intento. Dopo quella data furono trovate altre dimostrazioni.
Una dimostrazione rigorosa di 6500 righe del teorema della curva di Jordan fu fornita nel 2005 da un team internazionale di matematici che si sono serviti del sistema Mizar per la verifica automatica della dimostrazione dei teoremi.

## Generalizzazioni
Esiste una generalizzazione del teorema della curva di Jordan in dimensioni maggiori di 2.

Sia X una mappa continua e iniettiva dalla sfera Sn in Rn+1. Allora il complemento in tale spazio dell'immagine di X consiste in due distinte componenti connesse, una delle quali è limitata (la parte interna) e l'altra è illimitata (la parte esterna). L'immagine di X è il contorno di entrambe le componenti.

Esiste, inoltre, una generalizzazione del teorema della curva di Jordan in R2 chiamato teorema di Jordan-Schönflies che afferma che ogni curva di Jordan {\displaystyle C} nel piano è equivalente alla circonferenza
{\displaystyle S^{1}={\big \{}x\in \mathbb {R} ^{2}\ |\ |x|=1\}}
tramite un omeomorfismo del piano. Esiste cioè un omeomorfismo
{\displaystyle f:\mathbb {R} ^{2}\to \mathbb {R} ^{2}}
tale che {\displaystyle f(C)=S^{1}.}
Questo enunciato costituisce un risultato molto più forte del teorema della curva di Jordan, ma questa generalizzazione non è più vera in dimensioni maggiori di 2: la sfera di Alexander ne è un controesempio in dimensione 3. Si tratta di una sfera contenuta nello spazio, la cui componente illimitata non è semplicemente connessa.